# Klaus König (Rechtswissenschaftler)
Klaus König (* 21. April 1934 in Bad Schwarzbach, Provinz Niederschlesien) ist ein deutscher Rechts- und Verwaltungswissenschaftler.

## Leben
König studierte Rechts- und Staatswissenschaften, promovierte zum Dr. jur. sowie zum Dr. rer. pol. und habilitierte für Öffentliches Recht und Verwaltungslehre.
Von 1972 bis 2002 hatte er den Lehrstuhl für Verwaltungswissenschaft, Regierungslehre und Öffentliches Recht an der Deutschen Hochschule für Verwaltungswissenschaften Speyer (DHV Speyer) inne.
Er war tätig als Forschungsreferent, Professor, Studienleiter, Regierungsdirektor, Richter im Nebenamt, Rektor der DHV Speyer (1974 bis 1976), Ministerialdirektor im Bundeskanzleramt (1982 bis 1987), wofür er mit dem Bundesverdienstkreuz ausgezeichnet wurde, und als Geschäftsführender Direktor des Forschungsinstituts für öffentliche Verwaltung bei der DHV Speyer (1996 bis 1999).
König nahm beratende Tätigkeiten im Bereich Staat und Verwaltung in deutschen, ausländischen und internationalen Einrichtungen wahr, Vorlesungs- und Forschungstätigkeiten an deutschen und ausländischen Universitäten sowie Fortbildungs- und Forschungsinstituten.
Arbeitsschwerpunkte Königs sind Regierung und öffentliche Verwaltung im Allgemeinen, Verwaltungsmodernisierung, Planung und Gesetzgebung, öffentliche Aufgaben, Regierungs- und Verwaltungsorganisation, öffentlicher Dienst, internationale Verwaltungszusammenarbeit sowie die Globalisierung. Im September 2019 gehörte er zu den etwa 100 Staatsrechtslehrern, die sich mit dem offenen Aufruf zum Wahlrecht Verkleinert den Bundestag! an den Deutschen Bundestag wandten.
Er ist Mitherausgeber des Verwaltungsarchivs.

## Werke (Auswahl)
- Klaus König, Gunnar Folke Schuppert, Jan Heimann (Hrsg.): Vermögenszuordnung. Aufgabenkonzentration in den neuen Bundesländern (= Verwaltungsorganisation, Staatsaufgaben und Öffentlicher Dienst. Band 29). Nomos Verlagsgesellschaft, Baden-Baden 1994, ISBN 3-7890-3608-0.
- mit Werner Jann (Hrsg.): Regieren zu Beginn des 21. Jahrhunderts. Reihe Neue Staatswissenschaften, Band 9. Mohr Siebeck, Tübingen 2008. ISBN 978-3-16-149743-8.
- Operative Regierung. Mohr Siebeck, Tübingen 2015, ISBN 978-3-16-153615-1.